# Barneveld Centrum vasútállomás
Barneveld Centrum vasútállomás vasútállomás Hollandiában, Barneveld településen. Az állomást az Nederlandse Spoorwegen üzemelteti.

## Vasútvonalak
Az állomást az alábbi vasútvonalak érintik:
- Nijkerk–Ede-Wageningen-vasútvonal

## Kapcsolódó állomások
A vasútállomáshoz az alábbi állomások vannak a legközelebb:
- Barneveld Noord vasútállomás
- Barneveld Zuid vasútállomás